# 阿斯帕蓄水池
阿斯帕蓄水池（希臘語：ἡ τοῦ Ἄσπαρος κινστέρνη）是君士坦丁堡的一個蓄水池。阿斯帕蓄水池位於費內爾的最高處，俯瞰金角灣。可能在拜占庭帝國晚期，該蓄水池就已不再具有蓄水功能。1540年左右，一位法國人發現該蓄水池已沒有任何水。